# Peckelachertus diprioni
Peckelachertus diprioni är en stekelart som beskrevs av Yoshimoto 1970. Peckelachertus diprioni ingår i släktet Peckelachertus och familjen finglanssteklar.
Artens utbredningsområde är Finland. Inga underarter finns listade i Catalogue of Life.